# Ulmus wallichiana
Ulmus wallichiana är en almväxtart. Ulmus wallichiana ingår i släktet almar, och familjen almväxter.
Trädet förekommer i Afghanistan, i Pakistan, i Nepal och i delstaten Jammu-Kashmir i Indien. Det ingår i skogar som domineras av ekar och i blandskogar. Löv från Ulmus wallichiana används som foder för husdjur. Exemplar som tappade stora delar av löven kan inte utveckla blommor. IUCN listar arten som sårbar (VU).

## Underarter
Arten delas in i följande underarter:
- U. w. wallichiana
- U. w. xanthoderma
- U. w. tomentosa